# Плотичья (река, впадает в Белое море)
Плотичья — река в Мурманской области России. Протекает по территории Терского района. Впадает в губу Шушпаниха Белого моря.
Длина реки составляет 11 км.
Берёт начало в озере Большое Плотичье на высоте 63,6 м над уровнем моря. Протекает по лесной, болотистой местности. Порожиста. Впадает в губу Шушпаниха Кандалакшского залива Белого моря. Населённых пунктов на реке нет.

## Данные водного реестра
По данным государственного водного реестра России относится к Баренцево-Беломорскому бассейновому округу, водохозяйственный участок реки — реки бассейна Белого моря от западной границы бассейна реки Йоканга (мыс Святой Нос) до восточной границы бассейна реки Нива, без реки Поной. Речной бассейн реки — бассейны рек Кольского полуострова и Карелии.
Код объекта в государственном водном реестре — 02020000212101000009343.